# Ruine Engelburg
Die Ruine Engelburg, vormals auch Biberburg genannt, ist der Rest einer Höhenburg auf einer Bergkuppe über dem Stadtteil Mühlhausen nördlich der Mönchfeldstraße der Landeshauptstadt Stuttgart in Baden-Württemberg. Zu der Burg gehörte eine bereits im Jahre 708 erwähnte Siedlung Biberburg.

## Geschichte
Die Reste der Burg stehen vermutlich an der Stelle der um 700 urkundlich erwähnten Biberburg des Alamannenherzogs Gotfrid. Um 700 begab sich Magulfus, Priester und Hirte am Grab des heiligen Gallus, mit der Bitte um eine Wachsspende für die Kirche des heiligen Gallus zu Gotfrid nach Cannstatt. Daraufhin übertrug der Herzog (Gotfridus Dux Alemanniae) den Ort Biberburg (vicum Biberburgum) im Jahre 708 an die Galluskirche (ecclesiae S. Galli). Offensichtlich hatte der Ruf des Heiligen sich schon wenige Jahrzehnte nach seinem Tod 640 im südalemannischen Gebiet verbreitet. Im Zusammenhang mit der Biberburg wird auch eine Siedlung Neugart erwähnt.
1260 bis 1280 wurde auf der Stelle eine neue Burg erbaut, vermutlich von den Herren von Blankenstein. Namensgeber der Burg könnte Engelbold (so kühn wie ein Engel) aus der Familie von Kaltental gewesen sein, welcher um 1567 in Mühlhausen die Reformation einführte.
Im so genannten Reichskrieg (1311 bis 1312) zwischen den Reichsstädten und dem Graf Eberhard dem Erlauchten wurde die Burg von den Esslingern zerstört, jedoch in der Folgezeit wiederaufgebaut. Den Dreißigjährigen Krieg (1618 bis 1648) überstand die Burg wohl unversehrt. In den 1680er Jahren war die Burg noch intakt, verfiel jedoch zu Beginn des 18. Jahrhunderts. Vielleicht wurde sie durch die Franzosen im Pfälzischen Erbfolgekrieg zerstört. Auf zwei Kupferstichen von Christian Friedrich Sattler (1757) sind noch größere Mauerreste des Palas zu sehen. In den 1950er Jahren wurde der Halsgraben zugeschüttet.
Von der ehemaligen Burganlage sind nur noch Fundamente zu sehen. Die kleine Kastellburg war nur 480 m2 groß und wies eine Mauerstärke von 1,8–2,2 m auf.

## Bilder

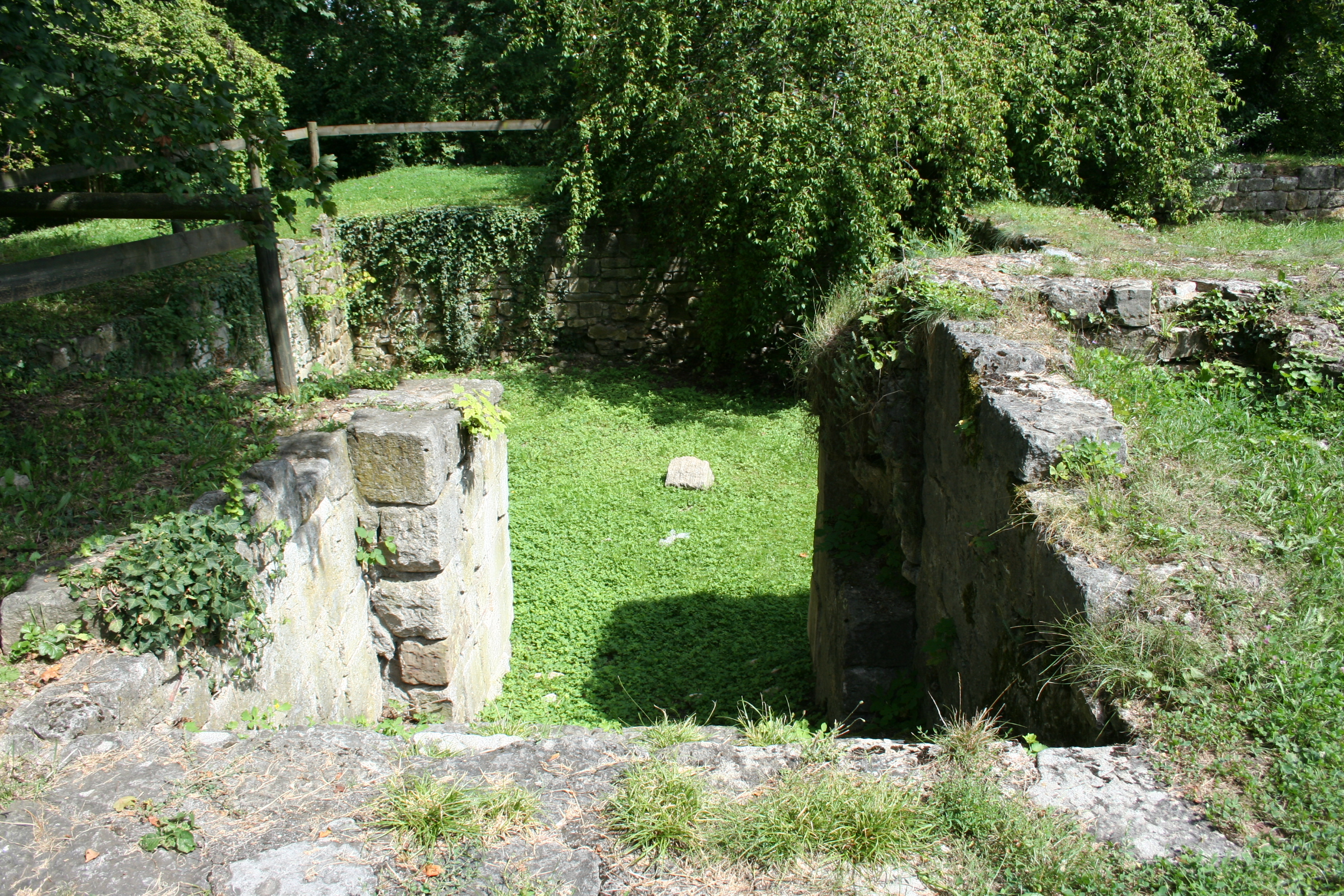
Ruinen
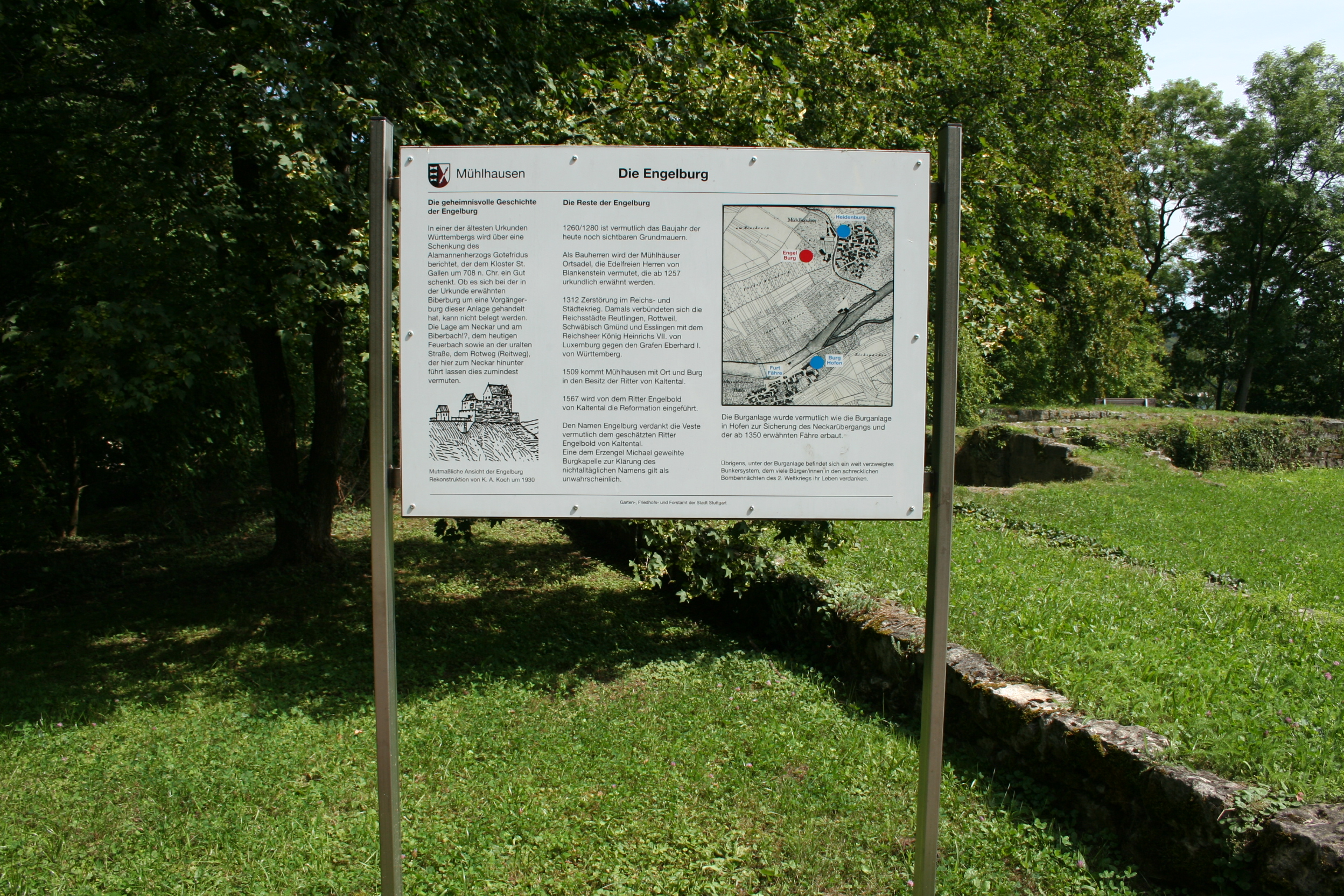
Infotafel
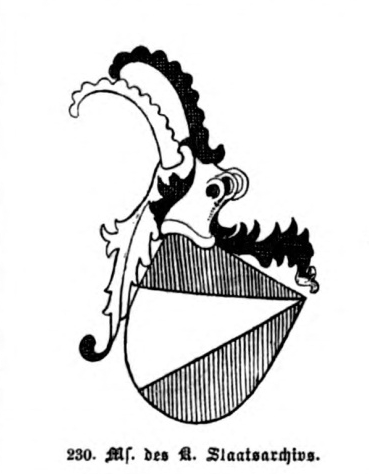
Wappen derer von Blankenstein
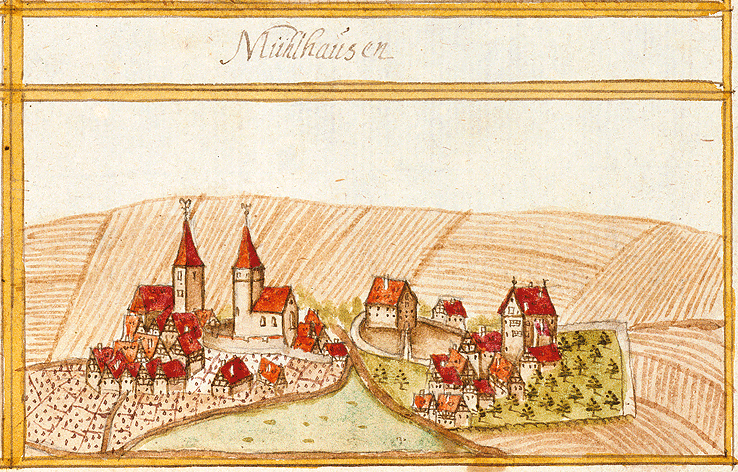
Ansicht von Mühlhausen um 1686
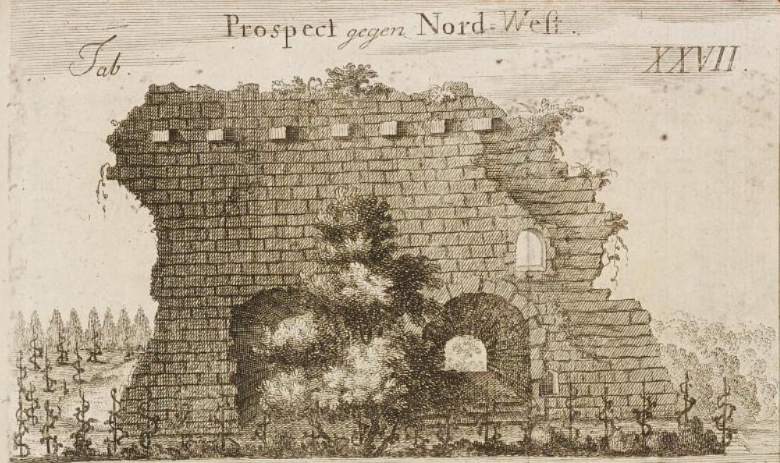
Ansicht von 1757
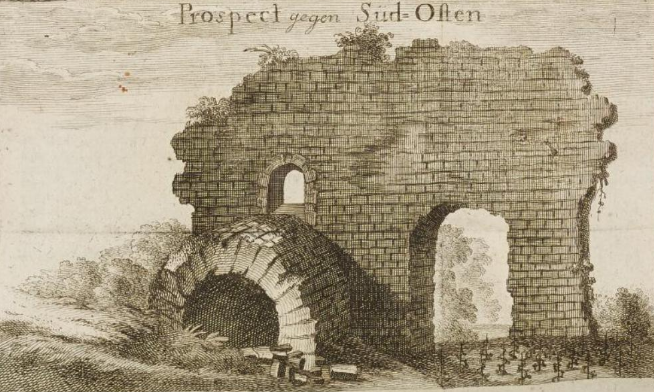
Ansicht von 1757